# Werner Mikenda
Werner Mikenda (* 1946 in Bad Ischl; † 11. September 2008 in Wien) war ein österreichischer Chemiker und Schachspieler.

## Leben
Werner Mikenda begann seine Laufbahn als Schachspieler beim 1. Ischler Schachklub. In der Saison 1982/83 gewann Mikenda mit dem SK Austria Wien die österreichische Schachstaatsliga. Bis zur Saison 1986/87 war er Teil des Kaders des SK Austria Wien. Für seine Erfolge erhielt er den Titel des FIDE-Meisters. Er war auch für den Österreichischen Schachbund tätig. Mikenda war darüber hinaus außerordentlicher Professor am Institut für Organische Chemie der Universität Wien.

## Werke
- Peter Schuster, Werner Mikenda: Hydrogen Bond Research. Springer, Wien 1999, ISBN 978-3-211-83396-4.